# Stonewall (Texas)
Stonewall é uma Região censo-designada localizada no estado norte-americano do Texas, no Condado de Gillespie.

## Demografia
Segundo o censo norte-americano de 2010, a sua população era de 505 habitantes.

## Geografia
De acordo com o United States Census Bureau tem uma área de
39,3 km², dos quais 39,3 km² cobertos por terra e 0,0 km² cobertos por água. Stonewall localiza-se a aproximadamente 460 m acima do nível do mar.

## Localidades na vizinhança
O diagrama seguinte representa as localidades num raio de 40 km ao redor de Stonewall.

## Nascidos ilustres
- Lyndon B. Johnson (1908 - 1973): 36º presidente dos Estados Unidos.[3]